# Лищиці
Лищиці (біл. вёска Лішчіцы) — село в складі Логойського району Мінської області, Білорусь. Село підпорядковане Гайнинській сільській раді і розташоване в північній частині області.